# Robinson Helicopter Company
Robinson Helicopter Company je americký letecký výrobce založený v roce 1973 v Kalifornii Franklinem Davisem Robinsonem (bývalým zaměstnancem Cessna Aircraft Company, McCulloch Motor Company, Kaman Aircraft, Bell Helicopter a Hughes Helicopters). Zaměřuje se na výrobu civilních vrtulníků. Sídlí na letišti Zamperini Field (ICAO kód KTOA) v kalifornském městě Torrance.

## Přehled vyráběných strojů
| Vrtulník     | První let | Typ                                         |
| ------------ | --------- | ------------------------------------------- |
| Robinson R22 | 1975      | dvoumístný lehký vrtulník                   |
| Robinson R44 | 1990      | čtyřmístný lehký vrtulník                   |
| Robinson R66 | 2007      | lehký pětimístný užitkový / cvičný vrtulník |

## Galerie

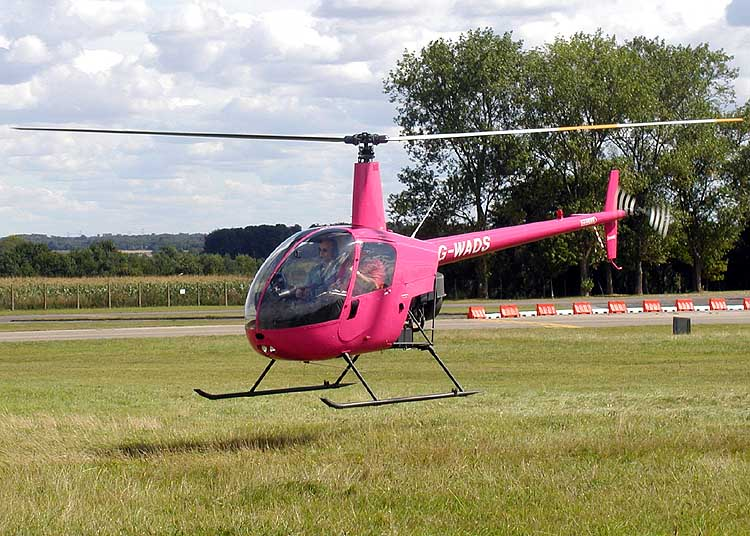
Robinson R22
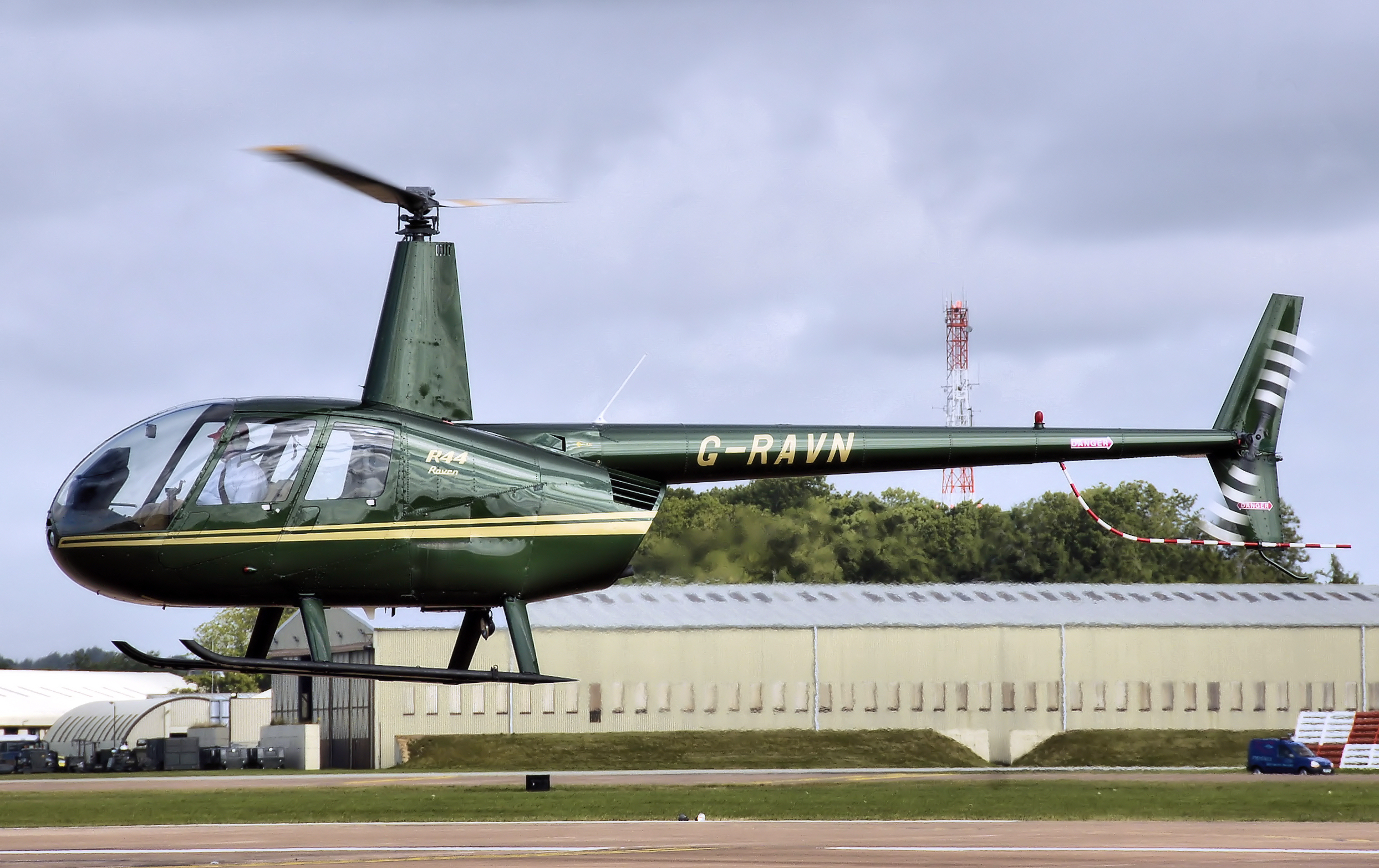
Robinson R44
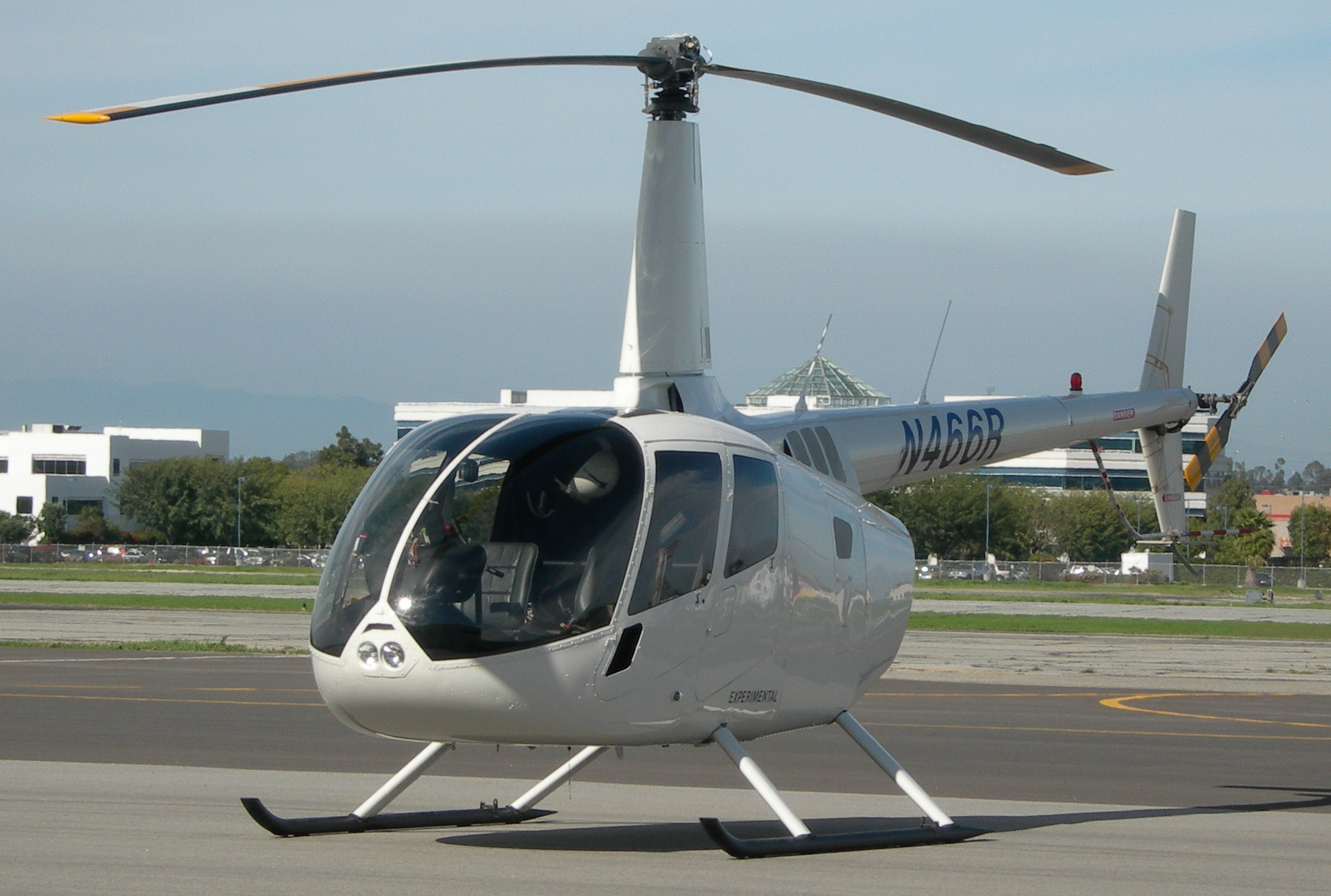
Robinson R66